# Cleopatra, en drottning för Caesar
Cleopatra, en drottning för Caesar (italienska: Una regina per Cesare, franska: Cléopâtre une reine pour César) är en italiensk-fransk historisk dramafilm från 1962 i regi av Piero Pierotti och Victor Tourjansky. I huvudrollerna ses Pascale Petit, George Ardisson, Rik Battaglia, Corrado Pani och Franco Volpi.

## Rollista i urval
- Pascale Petit - Cleopatra
- George Ardisson - Achillas
- Rik Battaglia - Lucius Septimius
- Corrado Pani - Ptolemaios
- Franco Volpi - Apollodoros
- Ennio Balbo - Theodotos
- Nerio Bernardi - Scaurus
- Aurora de Alba - Rabis
- Nando Angelini - Sextus Pompeius
- Nino Marchetti - Pompeys budbärare
- Akim Tamiroff - Gnaeus Pompejus
- Gordon Scott - Julius Caesar